# 高橋靖夫
高橋 靖夫（たかはし やすお、1938年 - 2021年4月29日）は、日本の洋画家。女子美術大学名誉教授。国画会会員。

## 略歴
長野県岡谷市出身。長野県諏訪清陵高等学校を経て、東京芸術大学美術学部油画科卒業。1962年国展初入選。女子美術大学教授。2004年定年退官後、同大学名誉教授。大学で後進の育成に尽力した。故郷の岡谷市にアトリエがあり、絵画教室を主宰した。

## 親族
- 父：洋画家の高橋貞一郎
- 姉：洋画家の宮原麗子（一水会委員・女流画家協会委員）
- 姪：洋画家宮原むつ美（麗子の娘）[3]

## 代表作
- 「地にあるものたち」

## パブリック・コレクション
- 市立岡谷美術考古館
- 諏訪市美術館
- 茅野市美術館

## 著書

### 単著
- 『最新透視図技法 着彩編』相模書房、1977年。ISBN 978-4782477069
- 『最新透視図技法 図法編』相模書房、1983年。ISBN 978-4782483015

### 共著
- 『最新透視図技法 入門編』（高橋久美子共著） 相模書房、1980年。ISBN 978-4782480021